# Zárhang
A zárhang vagy okkluzíva a fonetikában olyan mássalhangzót jelöl, melynek képzése a hangképző szervek által a kiáramló levegő útjának teljes elzárásával, majd a zár feloldásával történik. A zár hirtelen felpattanásával képzett hangokat felpattanó zárhangoknak (plozíváknak) is nevezzük. A zárhangokon belül speciális csoportot alkotnak az orrhangok vagy nazálisok, melyek képzése során a levegő útja a szájüregben elzáródik, és az orron át áramlik ki.

## Zárhangok a magyarban
A magyar nyelvben az alábbi zárhangokat találjuk képzési helyük szerint:
- bilabiális: p [p], b [b] és nazális m [m];
- dentális: t [t], d [d];
- alveoláris nazális: n [n];
- palatális: ty [c], gy [ɟ] és nazális ny [ɲ];
- veláris: k [k], g [g];
- nem fonémaértékű, de létezik még a veláris nazális [ŋ], amelyet például a hang szóban ejtünk.